# Hoplocarida
Hoplocarida is een onderklasse van kreeftachtigen binnen de stam van de Arthropoda (geleedpotigen).

## Orde
- Stomatopoda (Bidsprinkhaankreeften)
- Aeschronectida Schram, 1969  †
- Archaeostomatopoda Schram, 1969  †